# Costus dendrophilus
Costus dendrophilus är en enhjärtbladig växtart som beskrevs av Karl Moritz Schumann. Costus dendrophilus ingår i släktet Costus och familjen Costaceae.
Artens utbredningsområde är Kamerun. Inga underarter finns listade.